# Victor Tourangin
Denis-Victor Tourangin (Issoudun, 25 oktober 1788 - Menetou-Salon, 3 juni 1880) was een Frans ambtenaar en politicus ten tijde van het Tweede Franse Keizerrijk.

## Biografie
Na zijn studies in Parijs werd Tourangin in 1811 advocaat aan de balie van Bourges. Tijdens de Restauratie stichtte hij het liberale oppositiedagblad Journal du Cher. Op 5 augustus 1830 werd hij prefect van het departement Sarthe, om nadien van 1833 tot 1848 te worden benoemd tot prefect van Doubs.
In april 1848 werd hij benoemd tot prefect van Rhone, maar hij zou deze functie slechts enkele maanden bekleden, tot 18 december van hetzelfde jaar. Nadien werd hij staatsraad in de Raad van State.
Op 27 november 1857 werd Tourangin immers door keizer Napoleon III benoemd tot senator. Hij zou in de Senaat blijven zetelen tot de afkondiging van de Derde Franse Republiek op 4 september 1870. Als senator steunde hij het zogenaamde Autoritaire Keizerrijk.
Hij was grootofficier in het Legioen van Eer, droeg het grootkruis van de Orde van Isabella de Katholieke, commandeur in de Orde van Sint-Gregorius de Grote en commandeur in de Silvesterorde.